# Nederländernas herrlandslag i basket

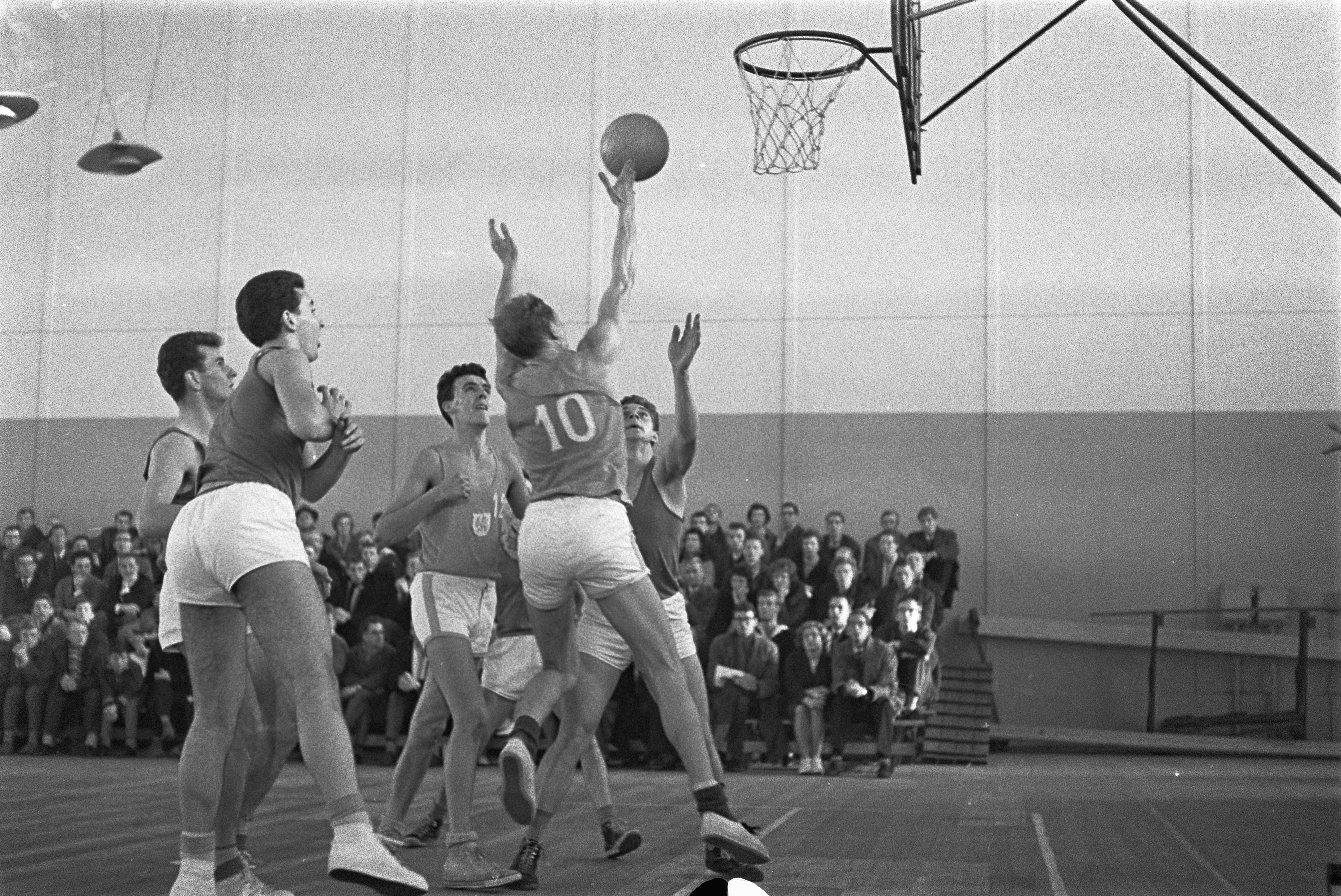
Nederländerna-Luxemburg i Europamästerskapet 1959

Nederländernas herrlandslag i basket (nederländska: Nederlands basketbalteam) representerar Nederländerna i basket på herrsidan. Laget deltog första gången i Europamästerskapet 1946.

### Fotnoter
1. ↑  Todor Krastev (19 mars 1946). ”Men Basketball 4th European Championship 1946 Geneva (SUI) - 30.04-04.05 Winner Czechoslovakia” (på engelska). Sport Statistics. Arkiverad från originalet den 20 september 2015. https://web.archive.org/web/20150920055341/http://todor66.com/basketball/Europe/Men_1946.html. Läst 23 juni 2015.